# Etiopatogeneze
Etiopatogeneze (latinsky: aethiopathogenesis) je souborem příčin a mechanizmů, které vedou ke vzniku a rozvoji nemoci.

## Z hlediska patologie
Zevní příčiny nemoci jsou obvykle shrnuty v nauce o příčině čili o tzv. etiologii nemoci.
Naopak vnitřní faktory převládají při celkovém výkladu vzniku nemoci, tedy v tzv. patogenezi, kterou lze rozdělit na formální a kauzální.
Kauzální patogeneze (etiopatogeneze) podává celkový pohled na vznik nemoci, definuje jakým způsobem dochází k různým projevům onemocnění.
Formální patogeneze popisuje jenom mechanizmus vzniku konkrétních morfologických změn. Např. vzniku kožního vředu, který vznikl hnisáním dvou horních vrstev kůže – epidermis a koria.

## Z hlediska patofyziologie
Etiologie odpovídá na otázku proč? a také se ptá, za jakých podmínek vyvolávají chorobu fyzikální, chemické, biologické, sociální a psychické faktory.
Patogeneze odpovídá na otázku jak? Jakým mechanismem tedy tyto faktory působí na organizmus a jaká je jeho reakce na ně. Zjišťuje lokální a celkové působení faktorů i jejich obecné účinky. Zkoumá také průběh a ukončení nemoci.
Etiologii a patogenezi nelze často od sebe oddělit, a proto se hovoří o etiopatogenezi.
Podle příčin nemoci, zdali jsou v samotném jedinci nebo v jeho okolí, rozlišujeme onemocnění na:
- Autochtonní – u nichž je důraz kladen na vnitřní příčinu vzniku /genetická, imunologická…/.
- Xenochtonní – u nichž je důraz kladen na zevní příčinu vzniku /viry, těžké kovy…/.

Postupem doby bylo zjištěno, že to, zda jedinec onemocní či nikoli, nezáleží jen na zevních nebo vnitřních faktorech. Při kontaktu s patogenním mikroorganismem stejné virulence (to je zevní příčina) jeden jedinec onemocní manifestním onemocněním, kterému podlehne , druhý také onemocní, ale vyléčí se a získá imunitu, třetí pak onemocní nemanifestně a stane se bacilonosičem (nedostatečná imunitní odpověď) a čtvrtý neonemocní vůbec a získá odolnost vůči mikroorganizmu. Naopak mnoho vrozených metabolických chorob (to je vnitřní příčina) se díky dodržování speciálních diet vůbec neprojeví.
Na každého člověka je nutné pohlížet v jeho bio-psycho-sociální jednotě, protože i sociální a psychické faktory mohou vést k rozvoji nemoci.
Mnoho onemocnění má multifaktoriální etiologii, tj. na jejich vzniku se podílí mnoho na sobě nezávislých faktorů.